# Братеју (Сибињ)
Братеју (рум. Brateiu) насеље је у Румунији у округу Сибињ у општини Братеју. Oпштина се налази на надморској висини од 339 m.

## Историја
Према државном шематизму православног клира Угарске 1846. године у месту "Претеј" живи 92 породица, са придодатим филијарним 81 из Бузда. Православни пароси су били, поп Софроније Геза, којем помаже капелан поп Матеј Поповић.

## Становништво
Према подацима из 2002. године у насељу је живело 3182 становника.

### Попис2002.
| Расподела становништва по националности 2002.‍ | Расподела становништва по националности 2002.‍ | Расподела становништва по националности 2002.‍ | Расподела становништва по националности 2002.‍ | Расподела становништва по националности 2002.‍ |
| --------------------------------------------- | --------------------------------------------- | --------------------------------------------- | --------------------------------------------- | --------------------------------------------- |
|                                               |                                               |                                               |                                               |                                               |
| Румуни                                        | Румуни                                        |                                               | 2.055                                         | 64,6%                                         |
| Мађари                                        | Мађари                                        |                                               | 46                                            | 1,4%                                          |
| Роми                                          | Роми                                          |                                               | 1.025                                         | 32,2%                                         |
| Немци                                         | Немци                                         |                                               | 56                                            | 1,8%                                          |

### Хронологија
| Година       | 1992 | 1993 | 1994 | 1995 | 1996 | 1997 | 1998 | 1999 | 2000 | 2001 | 2002 | 2003 | 2004 | 2005 | 2006 | 2007 | 2008 | 2009 | 2010 | 2011 | 2012 | 2013 | 2014 | 2015 | 2016 | 2017 |
| ------------ | ---- | ---- | ---- | ---- | ---- | ---- | ---- | ---- | ---- | ---- | ---- | ---- | ---- | ---- | ---- | ---- | ---- | ---- | ---- | ---- | ---- | ---- | ---- | ---- | ---- | ---- |
| Становништво | 2766 | 2809 | 2812 | 2846 | 2834 | 2864 | 2875 | 2932 | 3095 | 3143 | 3208 | 3244 | 3363 | 3452 | 3490 | 3560 | 3616 | 3670 | 3741 | 3807 | 3834 | 3914 | 3969 | 4005 | 4051 | 4090 |